# CubCrafters CC11-100 Sport Cub S2
O Cub Crafters CC11-100 Sport Cub S2 é uma aeronave esportiva leve feita de tubos e tecido entelado de asa alta, assento duplo, trem de pouso convencional, construído pela Cub Crafters. A aeronave foi certificada pelos padrões ATSM para a categoria "Light Sport" da FAA e esteve em produção até 2010. O S2 foi introduzido em 2007 como uma versão melhorada do Sport Cub de 2005.

## Projeto e desenvolvimento
A Cub Crafters começou seu negócio como uma oficina de manutenção pesada e revisão para aeronaves Piper clássicas. Em 1998, a Cub Crafters iniciou a produção de aeronaves totalmente novas, levando ao "Sport Cub", construído para atender aos requisitos de aeronave esportiva leve da FAA.
A aeronave segue o mesmo design básico e formato do Piper Cub. As diferenças notáveis são: um motor Teledyne Continental de 100 hp (75 kW) totalmente coberto, um sistema elétrico e um aerofólio "USA 35b" modificado do SuperCub.

## Histórico operacional
Em 2007, Scott Carson, CEO da Boeing, comprou um S2 para seu uso pessoal.

## Variantes
CC11-100 Sport Cub
Modelo base.
Super Sport Cub
Usa componentes do motor Lycoming O-340 capaz de produzir 180 hp (0 kW), reduzido para 80 hp (100 kW).

## Especificações (CC11-100 Sport Cub S2)
Dados de: Dados da Cub Crafters
Descrições gerais
- Tripulação: 1 piloto
- Capacidade: 1 passageiro
- Comprimento: 7,09 m (23 ft)
- Envergadura: 10,41 m (34 ft)
- Altura: 2,54 m (8,3 ft)
- Área alar: 16,6 m² (179 ft²)
- Peso vazio: 377 kg (831 lb)
- Peso bruto (carregado): 599 kg (1 320 lb)
- Capacidade de combustível: 95 l (25,1 US-gal)

Motorização
- Número de motores: 1x
- Tipo do motor: Continental O-200 de 100 hp (74,6 kW)

Performance
- Velocidade de cruzeiro (km/h): 163 km/h (101 mph)
- Alcance: 720 km (447 mi)
- Razão de subida: 4,0 m/s